# Râul Leurda, Ialomița
Râul Leurda este un curs de apă, afluent al râului Ialomița. 